# Paul Zaunert
Paul Zaunert (* 20. Oktober 1879 in Bielefeld; † 24. Februar 1959 in Kassel-Wilhelmshöhe) war ein deutscher Sagenforscher. Der promovierte Philologe war seit 1922 zusammen mit Eugen Diederichs und Friedrich von der Leyen Mitherausgeber der Reihe Die Märchen der Weltliteratur und gab seit 1925 die Reihe Deutsche Volkheit heraus. Seine herausragende Bedeutung liegt vor allem in seiner Herausgeberschaft. Ab Mitte der 1930er-Jahre lässt sich in seinen Schriften zunehmend eine ideologische Übereinstimmung mit dem Nationalsozialismus erkennen.

## Werke (Auswahl)
- Wie studiert man Germanistik? Ein Ratgeber für Studierende. Roßberg, Leipzig 1909.
- Bürgers Verskunst. Dissertation. Elwert, Marburg 1911 (Nachdruck: Johnson, New York/London 1968).
- Das deutsche Volksbuch von Karl dem Großen. Diederichs, Jena 1929.
- Die Stämme im neuen Reich. Essay. Diederichs, Jena 1933 (2. Aufl. 1943).
- Der Alte Fritz. Volksgeschichten nacherzählt. Schaffstein, Köln 1937 (2. Aufl. 1940).
- Die deutschen Stämme. Schaffstein, Köln 1939.
- mit Karl Haushofer, Hans Roeseler: Das Werden des deutschen Volkes. Von der Vielfalt der Stämme zur Einheit der Nation. Propyläen-Verlag, Berlin 1939.

## Herausgebertätigkeit
- Afrikanische Märchen (Jena, Diederichs, 1921)
- Buddhistische Märchen aus dem alten Indien (Jena, Diederichs, 1921)
- Das deutsche Volksbuch von Karl dem Großen (Jena, Diederichs, 1929)
- Der Alte Fritz – Volksgeschichten (Hermann Schaffstein Verlag, Köln, 1942)
- Deutsche Märchen seit Grimm (Eugen Diederichs Verlag, 1964)
- Deutsche Natursagen 1 Reihe Von Holden und Unholden (Jena, Diederichs, 1921)
- Deutsche Schwänke (Jena, Eugen Diederichs, 1942)
- Deutsche Volksmärchen seit Grimm (Fischer Verlag, 1977)
- Deutscher Sagenschatz
- Deutsches Märchenbuch (Düsseldorf, Diederichs)
- Die Märchen der Weltliteratur – Deutsche Märchen Seit Grimm (Jena, Eugen Diederichs Verlag, 1912)
- Die Märchen von Goethe Tieck Fouqué und Chamisso
- Die Stämme im neuen Reich
- Die Zauberflöte Märchen der europäischen Völker
- Die deutschen Stämme
- Finnische und estnische Volksmärchen (Jena, Eugen Diederichs, 1922)
- Französische Volksmärchen (Jena, Diederichs, 1923)
- Freiligraths Werke (Leipzig und Wien, Bibliographisches Institut)
- Hessen Nassauische Sagen (Jena, Diederichs, 1929)
- Indische Märchen
- J. K. A. Musäus: Volksmärchen der Deutschen (Jena, Diederichs, 1912)
- Kaukasische Märchen (Jena, Diederichs, 1922)
- Kinder und Hausmärchen gesammelt durch die Brüder Grimm (Jena, Eugen Diederichs Verlag, 1912)
- Marienlegenden nach alten niederländischen Texten
- Musäus Volksmärchen der Deutschen (Jena, Eugen Diederichs Verlag, 1922)
- Märchen aus Frankreich (Altberliner Verlag, 1959)
- Plattdeutsche Märchen
- Reihe Meyers Klassiker Ausgaben Hoffmanns Werke (Leipzig-Wien, Bibliographisches Institut)
- Rheinland Sagen Zweiter Band Das Rheintal von Bonn bis Mainz – Volksglaube der Gegenwart (Jena, Eugen Diederichs Verlag, 1924)
- Vlämische Sagen Legenden und Volksmärchen (Jena, Eugen Diederichs Verlag, 1917)
- Westfälische Sagen (Jena, Eugen Diederichs Verlag, 1927)
- Wunderbare Weltreise Märchen aus fünf Erdteilen (Reutlingen, Enßlin & Laiblin Verlag, 1951)